# Julia Schruff
Julia Schruff (Augsburg, 1982. augusztus 8.) német teniszezőnő. Pályafutása legjobb világranglista-helyezését 2006-ban érte el, amikor az ötvenkettedik helyet foglalta el. Egyéni tornákon még nem ért el győzelmet, párosban pedig három ITF-torna sikert jegyez.
Több, jelentős játékos ellen aratott már győzelmeket, mint: Jelena Janković, Katarina Srebotnik, Flavia Pennetta, Jelena Dokić, Elena Likhovtseva és Aljona Bondarenko.

## Eredményei Grand Slam-tornákon

### Egyéniben
| Torna           | 2009   | 2008   | 2007   | 2006   | 2005   | 2004   | 2003   |
| --------------- | ------ | ------ | ------ | ------ | ------ | ------ | ------ |
| Australian Open | 1. kör | 1. kör | 2. kör | 2. kör | 1. kör | -      | -      |
| Roland Garros   |        | -      | 1. kör | 1. kör | 1. kör | 1. kör | 1. kör |
| Wimbledon       |        | -      | 1. kör | 1. kör | 1. kör | -      | -      |
| US Open         |        | -      | 1. kör | 1. kör | 3. kör | 2. kör | -      |

## Külső hivatkozások
- Julia Schruff profilja a WTA oldalán (angolul)
- Hivatalos honlapja